# Zwin (zeearm)

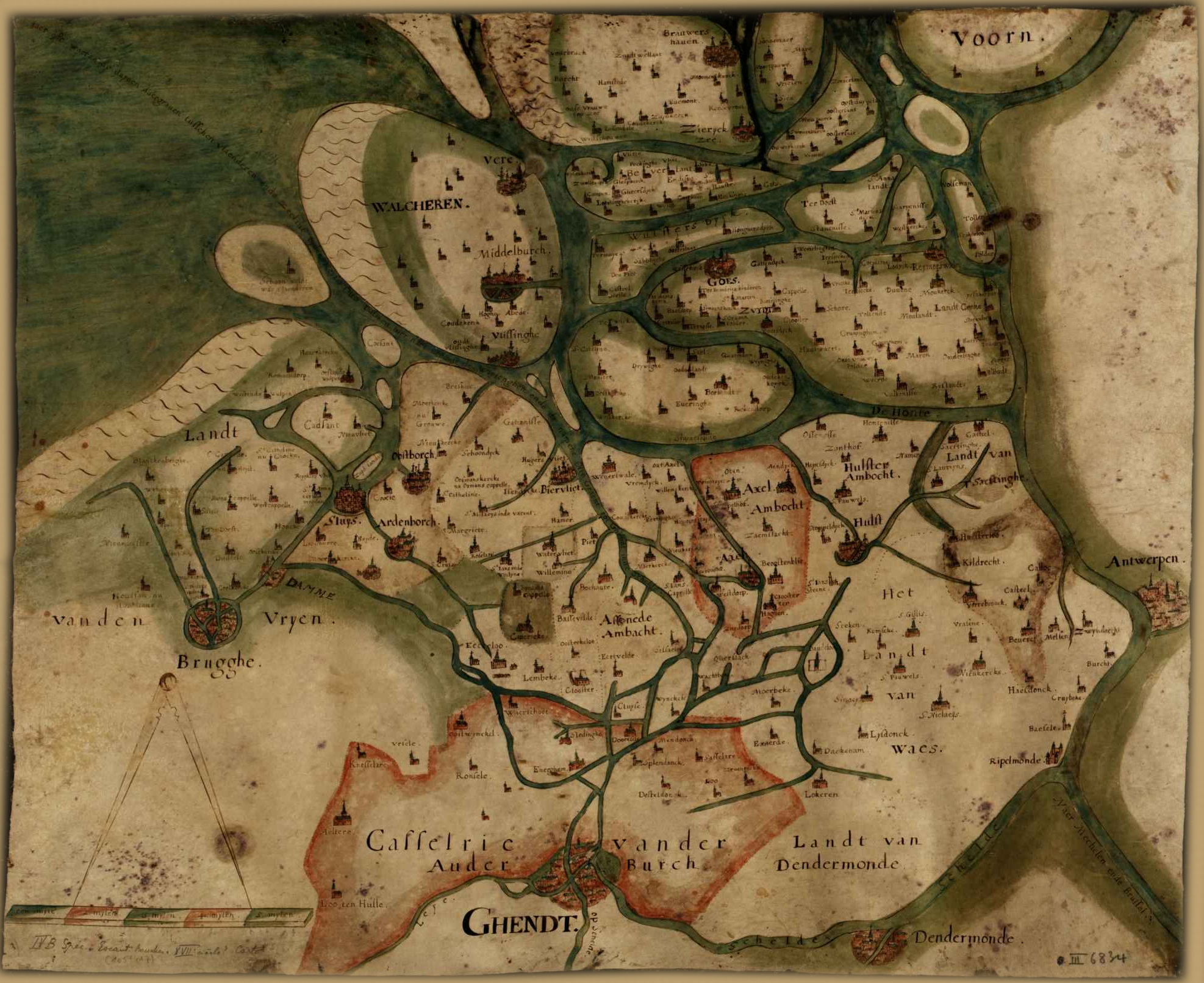
17de-eeuwse kaart met een voorstelling van Vlaanderen en Zeeland in de 14de eeuw, waarop onder meer het Zwin tot Damme te zien is

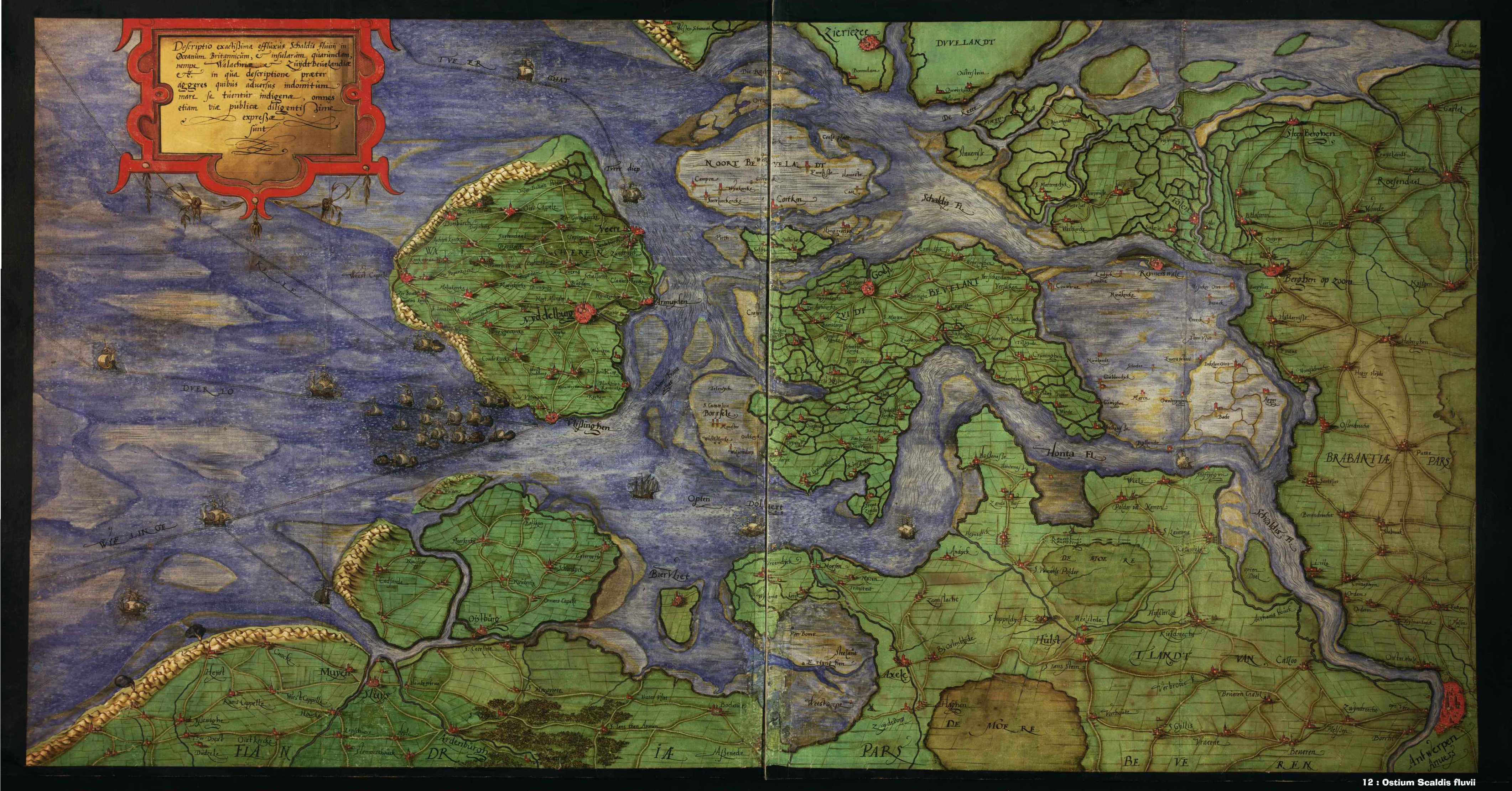
kaart uit 1573 met het Zwin linksonder bij Sluis

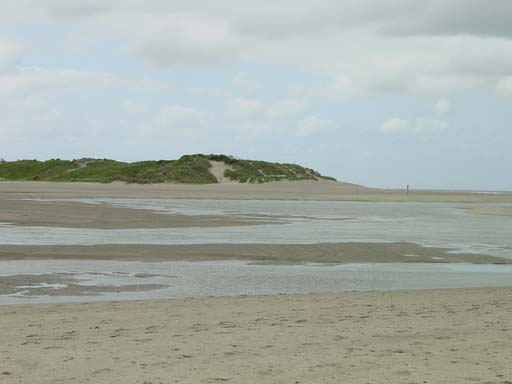
Het Zwin bij hoogtij gezien vanaf de Nederlandse kant naar de Belgische

Het Zwin was van oorsprong de zeearm die Brugge met de Noordzee verbond. Volgens sommige auteurs zou Sincfala een oudere naam voor het Zwin zijn, hoewel Sincfala waarschijnlijk de zeearm is die later de Scheldemonding zou worden. Het Zwin is vergroot door de stormvloed van 1134.

## Geschiedenis
Via het Zwin was Brugge voor zeeschepen bereikbaar en werd de stad in de 12e eeuw een belangrijk handelscentrum. Als gevolg van latere bedijkingen in de 12e eeuw is deze zeearm gaan verlanden. Door verdere aanslibbing en verzanding is er niet veel meer dan een strandgeul met achterliggende slufter van over. Oorspronkelijk was de monding ruim 6 km breed. De torens van Westkapelle en Knokke fungeerden als baken voor de zeelieden bij hun tocht naar Brugge.
Door de verzanding werd Brugge onbereikbaar en moesten voorhavens worden aangelegd. De eerste was Damme, nadien volgden zeewaarts Hoeke, Mude (nu Sint Anna ter Muiden) en ten slotte Sluis. In de eerste helft van de 15e eeuw kwam de haven van Antwerpen op, wat ten koste ging van de handel via Brugge. De stad was financieel niet meer in staat het dichtslibbende Zwin open te houden.
De slufter, die bij laagwater gemakkelijk te doorwaden is – niet meer dan enkeldiep – vormt de grens tussen Nederland (Retranchement) en België (Knokke). Opmerkelijk is dat de grenspaal tussen België en Nederland (grenspaal 369) hier niet op de grens staat, maar volledig op Nederlands grondgebied. Dit wegens het steeds wegspoelen van die paal. Het sluftergebied is Nederlands en Belgisch grondgebied. Het kreeksysteem bestaat uit schorren, slikken, stranden en duinen. Het is een bekende vindplaats van 40 miljoen jaar oude haaientanden. Natuurreservaat Het Zwin is een actief krekensysteem, een in Nederland inmiddels zeer zeldzaam landschapstype.
Eind 19e eeuw werd het Zwin verkleind door de aanleg van de Zwinpolder en de Willem-Leopoldpolder.

## Natuurgebied
In het gedeelte van de zeearm dat aan België toebehoort, ligt het Zwin Natuur Park in het Landschapspark Zwinstreek. In Nederland ligt het in het natuurgebied Het Zwin. Sinds 4 februari 2019 is het Belgische deel van het Zwin 110 hectare groter geworden na het doorsteken van de internationale dijk, het Nederlandse deel werd 10 hectare groter.

## Zeeslagen
Op 30 en 31 mei 1213 vond in Het Zwin de Slag bij Damme plaats. Door de overwinning van de Engelse vloot van Jan van Engeland werd een mogelijke invasie van Filips II van Frankrijk voorkomen.
Op 24 juni 1340 vond in de monding van Het Zwin de Slag bij Sluis plaats, waarbij een vloot van Filips VI van Frankrijk tot zinken werd gebracht door koning Eduard III van Engeland.
Tijdens de Tachtigjarige Oorlog, op 26 mei 1603, was er nogmaals een Slag bij Sluis, waarbij Spaanse galeien een blokkade van Het Zwin door een Zeeuwse vloot probeerden te doorbreken.

## Oeververbindingen
In 1931 werd door de eigenaar van een Cadzands hotel een loopbrug over de geul aangelegd, zodat wandelaars langs de kust van Het Zoute naar Cadzand-Bad konden wandelen. Deze loopbrug verdween tijdens de Tweede Wereldoorlog.
Overigens is het bij laag water nog steeds mogelijk langs de kust te wandelen. De Lange Strangetocht, een jaarlijks wandelevenement van Cadzand naar Breskens, werd in 2018 uitgebreid met een tocht van Knokke via het Zwin naar Cadzand en Breskens, vanwege het gunstige tij op dat moment.